# Melbour

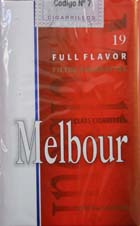
Cajetilla de cigarrillos Melbour.

Melbour es una marca de la industria de cigarrillos de Argentina, perteneciente a la tabacalera Espert S.A. Su fabricación de cigarrillos es hecha a partir de tabacos de tipo Virginia, Burley y Stern.

## Historia
La producción de los cigarrillos Melbour comenzó en 2002, año de la inauguración de la primera planta de la tabacalera fundada por Carlos Daniel Tomeo.

## Competencia
Los máximos competidores de la marca en el mercado argentino son Next, Marlboro y Viceroy.

## Variedades
Las dos variedades de cigarrillos que presenta son los Melbour Full Flavor (en presentaciones de paquetes rojos y blancos de Soft 19, Soft 20 y Box 20) y los Melbour Light (en presentaciones de paquetes blancos y azules de Soft 19, Soft 20 y Box 20).